# 世界中央廚房車隊加薩遇襲案
世界中央厨房车队加沙遇袭案是指2024年4月1日晚以色列國防軍對人道主义组织世界中央廚房的車隊連續进行的3次無人機空襲事件，当时该车队正在加薩走廊中部城市代爾拜萊赫提供人道糧食援助。这场袭击致使車隊的7名人道工作者全員身亡。
事件发生后，世界中央廚房宣布暫停其在加薩走廊的人道援助行動，並指出，“将糧食作為戰爭武器”以及“对人道援助者进行襲擊”的行为是不可饒恕的，世界各國領袖表示震驚並譴責空襲事件。雖然以色列立刻承認責任并道歉，但以方堅持這次空襲是因為误以为車隊中混入了哈马斯武裝成員而導致的「不幸意外」。

## 背景
2023年10月7日，哈马斯发动阿克萨洪水行动，以色列方面随即予以反击并对哈马斯宣战，以色列—哈马斯戰爭爆发。此后，由于以色列对加沙地带进行封锁等缘故，加薩走廊正面臨人為的大饑荒。至2024年4月2日，為加薩平民提供人道主義援助的聯合國近東巴勒斯坦難民救濟和工程處（簡稱UNRWA）已有173名工作人员在行動中身亡。
事發前3天，參與審理南非訴以色列犯下種族滅絕罪的聯合國國際法院法官一致通過臨時裁決，要求以色列必須保證救援物資能够不受任何阻礙地進入加薩，保证加沙地带的基本生活所需水電供應，并展开人道主義救援。臨時裁決中寫道：「加薩不是正面臨大饑荒的危機，而是正在發生大饑荒。」據聯合國觀察員報告，加薩已經有31人因為營養不良或脫水而死亡，其中27人為兒童。
世界中央廚房是由著名厨师和餐馆老板何塞·安德烈斯创办的人道主义组织，致力于为世界各地受到自然灾害或武装冲突影响的灾民和难民提供食品援助。事發前兩天，以色列國防軍的狙擊手曾向世界中央廚房的汽車開火，世界中央廚房立刻向以色列投訴並要求保障人道工作人員的安全。

## 過程
空襲发生前一小时，世界中央廚房从加薩走廊北部港口的貨船卸下約100公噸用于人道主義救援的糧食。尔后，该组织的一輛運送救援物資的貨車在一个由3輛汽車組成的車隊的護送下，前往位於代爾拜萊赫的用以存放救援糧食的倉庫。在車隊卸下糧食并離開倉庫後，第一輛汽車首先被以軍無人機小型精確制導導彈命中，存活下來的人員移动到第二輛車上逃跑並用無線電向上级呼救。第二輛車在行駛了数十秒钟后也被導彈命中，離第一輛汽車被擊毀的位置仅有約900米。幸存者移動到第三輛汽車繼續逃命，但在駛離第二辆车被襲擊地點約1.6公里後遭到無人機第三次襲擊 ，車隊的7名人道工作者全員身亡。整個逃離追殺的距离長達2.43公里，過程中幾乎每一輛車都被精確命中，其中第二輛車更被直接命中。
根據以軍的說法，他們得到情报称當時发现有一名持有槍械的武裝人員混在該貨車中，該名武裝人員和貨車停留在倉庫中，而世界中央廚房的車隊則按照事先獲得以軍批准的路線離開倉庫，但負責確保世界中央廚房車隊行駛路線安全的部門「为了确保交通路线安全」，還是向無人機操作員下達了攻擊命令。世界中央廚房指出，即使車隊汽車的車頂和側面清楚印有該團體的標誌，以軍還是在受他們控制的「去衝突地帶（deconflicted zone）」對車隊發動了襲擊。
調查報導組織啤令貓進行影像分析並報導這次空襲具有「以色列的精準空襲的特徵」，第一次空襲的全球定位坐標是北緯31.4118°東經34.3231°，第二次是北緯31.4168°東經34.3290°，而第三次是北緯31.4005°東經34.3115°。第二次空襲發生位置離第一次相隔了800米，第三次空襲離第二次的位置隔了1.6公里。根據聯合國人道事務協調廳（OCHA），頭兩次遇襲地點的道路獲以色列指定為「人道主義援助可用道路（accessible road for humanitarian aid）」，第三次遇襲地點則在這條公路的旁邊。

## 遇難者
世界中央廚房的7名穿著保護裝備的人道工作者由巴勒斯坦紅新月會移送到代爾拜萊赫市的舒哈達阿克薩醫院進行搶救，但最終全員不治身亡。遺體被運至加薩南部的醫院。4月3日，6名外籍工作人員遺體經埃及運回原居國，而巴勒斯坦雇員則葬在加薩走廊。
遇難者中1人為原居於加薩南部拉法市的巴勒斯坦人，1人來自波蘭，1人來自澳洲，1人具有美國和加拿大雙重國籍，另外3人來自英國，其中兩名遇難的英國人道工作者曾在英國皇家海軍陸戰隊服役。
澳洲籍的人道工作者家屬要求調查事件是否涉及戰爭罪行，美加籍的人道工作者家屬則拒絕接受以色列的道歉，他們要求展開獨立調查並要求美國停止為以色列提供武器。

## 影響
世界中央廚房原本计划協調供應給加薩平民340公噸糧食，但在其宣布暫停在加薩的人道主義行動後，第二隊前往加薩運送救援糧食的貨船船隊于4月3日折返回塞浦路斯，该船队运载的约240公噸粮食即是援助粮中的第二批，而第一批次的100公噸即是本次空襲事件前經加薩北部港口卸下的那一批。

## 事件調查

### 調查以色列國防軍
以色列國防軍之調查由拉斐爾先進防禦系統公司總裁兼執行長所領導，並於2024年4月4日報告其對該事件的初步調查結果。以色列國防軍承認世界中央廚房確曾與以色列國防軍協調他們當晚的計劃，但表示在以色列國防軍的內部，這些計劃並未傳達給以色列國防軍的作戰部隊。以色列國防軍表示，在事件發生之前，中央廚房的車輛曾護送一輛援助卡車，該卡車車頂有一名持槍者開槍。英國廣播公司記者表示，影片「有些模糊」，但可以清楚看到槍聲。以色列國防軍隨後表示，他們嘗試聯絡世界中央廚房，但無法聯繫上；加沙的電話通訊「很不順暢」，而且以色列國防軍本身也禁止援助機構使用無線電。
第二名槍手被發現在倉庫與第一名槍手會合，導致無人機操作員假定他們是哈馬斯人員。因此，根據以色列國防軍的說法，無人機操作員相信世界中央廚房車輛是由哈馬斯分子使用，並進一步懷疑其看到一人帶著「來福槍進入世界中央廚房車輛，但最終那只是一個袋子」，為「錯誤分類」。以色列國防軍表示，無人機操作員相信世界中央廚房的援助人員與援助卡車一起留在倉庫，而不是乘車離開。以色列國防軍並指，無人機操作員在夜間看不到世界中央廚房車輛的標記，英國廣播公司新聞評論稱，「無人機畫面似乎也證實了這一點」。
因此，根據以軍的說法，其無人機操作員在23:09至23:13世界中央廚房的車輛發射了三枚導彈，將車輛逐一摧毀。儘管第一次襲擊的兩名倖存者登上了第二輛車，但第二輛車被第二枚導彈擊中，而第二次襲擊的一些倖存者登上了第三輛車，但第三輛車又被第三枚導彈擊中；結果是所有七名援助工作者都在以軍的襲擊中喪生。以色列國防軍表示，一名國防軍上校和一名國防軍少校在沒有軍事律師在場的情況下批准無人機襲擊的命令，但第二次襲擊是在沒有新批准的情況下進行。以色列國防軍的調查結果是，雖然 「沒有關於第二和第三輛車上有槍手的資訊，但他們也在幾分鐘內遭到了襲擊，而且沒有真正的原因…對這三輛車的襲擊嚴重違反相關的命令和指示」。以色列國防軍解除一名領導火力支援小組的少校，以及一名擔任旅參謀長的上校的職務。

### 澳洲報告
澳洲外長黃英賢委任前澳洲國防部長馬克·賓斯金，就該事件向其辦公室提供建議。其結論是，以色列的調查是「及時、適當且充分，某些例外情況除外」，他評估這次襲擊很可能是由於以軍誤將世界中央廚房僱用的當地武裝衛兵，當成哈馬斯分子，因為該組織通常只使用不帶武器的衛兵，而且沒有與以色列聯絡官協調槍手的存在。
賓斯金指責以軍與世界中央廚房人員在現場缺乏即時溝通，因為第一次襲擊殺害了第一名救援人員，而第二次和第三次襲擊則違反了軍方的交戰規則，導致其他六人死亡。

## 回應

### 世界中央廚房

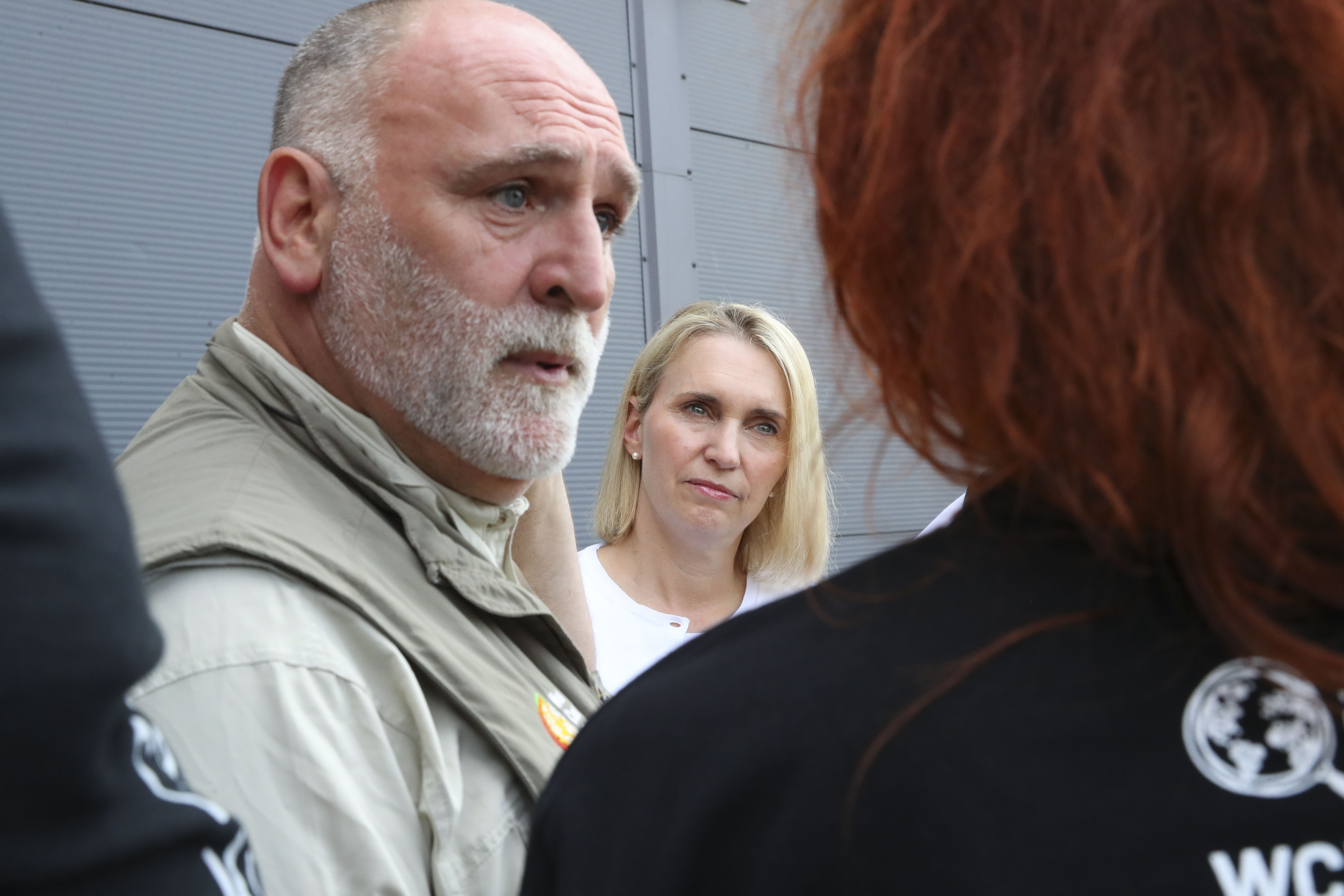
世界中央廚房創辦人何塞·安德烈斯（照片攝於2022年烏克蘭）

世界中央廚房在其網站宣布暫停其在加薩走廊的人道援助行動，並指“以糧食作為戰爭武器”以及“襲擊人道援助者”的行为不可饒恕。世界中央廚房表示，車隊的移動完全遵照以色列當局指示，但仍然遇襲。世界中央廚房的創辦人何塞·安德烈斯指控以色列系统性地、故意地針對人道工作者發動襲擊，並要求獨立於以色列國防軍的中立組織对事件展开調查。
以色列於4月5日發表調查報告後，世界中央廚房重申不會接受以色列自我調查的結果，強調所有加薩的無辜平民都必須得到保護和果腹，所有的人質都必須獲得釋放。安德烈斯駁斥以方“夜間無法有效辨識車輛”的理據，指以軍的無人機應該可以在黑暗中正確拍攝到世界中央廚房白色車輛上的鮮豔組織標誌。

### 以色列
以色列總理內塔尼亞胡形容這次以軍空襲是非故意傷害無辜平民的悲劇。以色列國防軍总参谋长赫齊·哈萊維陸軍中將致歉，称犯下“严重错误”，會以最高級別调查该事件，並称以軍将盡全力確保人道主義援助活動的安全。
以色列軍方調查人員於4月5日發表的初步調查報告表示，發動襲擊的無人機小組在襲擊世界中央厨房的三輛車之前，發現車上一名乘客肩上掛著一個東西，被懷疑是武器，该乘客也被怀疑为哈馬斯武裝分子，於是才發動襲擊。不過調查人員表示，這不足以成為襲擊車輛的理由，所以無人機小組違反了軍方的行動規則。以色列軍方決定將兩名涉事軍官撤職。

### 國際
多國領袖或外交部長都譴責這次襲擊，包括美國、澳洲、中华人民共和国、歐盟、西班牙、波蘭、英國和梵蒂岡等，其中部分国家还要求以方盡快交代調查結果。不過波兰的谴责被以色列驻波兰大使認為是在搞“反犹主义”。波兰政府隨即谴责以色列大使的言论，波兰外交部還就就此事召见以色列驻波兰大使。
联合国安理会发言人也对此表示谴责。聯合國人權辦公室表示，攻擊人道救援人員可能構成戰爭罪。

## 坐標列表
1. ↑  第一次空襲：31°24′42″N 34°19′23″E / 31.4118°N 34.3231°E
2. ↑  第二次空襲：31°25′00″N 34°19′44″E / 31.4168°N 34.3290°E
3. ↑  第三次空襲：31°24′02″N 34°18′41″E / 31.4005°N 34.3115°E